# Michael Gordon
Michael Gordon, född Irving Kunin Gordon 6 september 1909 i Baltimore, Maryland, död 29 april 1993 i Los Angeles, Kalifornien var en amerikansk skådespelare, film- och teaterregissör.
Gordon stämplades som kommunist och svartlistades under McCarthyeran. Hans karriär tog fart igen i slutet av 1950-talet. Från 1971 arbetade han som teaterlärare vid University of California, Los Angeles.

## Filmografi i urval
- 1947 – Spindelnätet
- 1948 – Jag är anklagad
- 1950 – Cyrano de Bergerac - värjans mästare
- 1950 – Det gäller mitt liv
- 1959 – Jag hatar dej, älskling
- 1960 – Porträtt i svart
- 1962 – Drömbruden
- 1963 – Smekmånad på tre
- 1966 – Rödskinn och råskinn i Texas
- 1970 – Jag älskar dig på hundra skilda sätt